# Bagó László
Bagó László (Budapest, 1925. július 28. – Budapest, 2009. április 20.) magyar színész.

## Életpálya
A Színház- és Filmművészeti Főiskolán 1950-ben végzett, majd a Honvéd Színházhoz szerződött egy évre. 1951 és 1963 között a Nemzeti Színház, 1963 és 1966 között a kaposvári Csiky Gergely Színház, 1966 és 1969 között a Pécsi Nemzeti Színház, 1969 és 1983 között a Szegedi Nemzeti Színház, 1983 és 1986 között a zalaegerszegi Hevesi Sándor Színház tagja volt. 1988-tól több, mint egy évtizeden át a Szegedi Nemzeti Színházban játszott nyugdíjasként.
1952 és 1954 között a Színiakadémián tanított. Kaposvárott és Pécsett rendezett is, főként operettet és zenés játékokat.

## Színpadi szerepei

### Nemzeti Színház
- Arisztophanész: Béke, avagy a kútba dugott leányzó....Kecskepásztor
- William Shakespeare: Julius Caesar....Negyedik polgár
- Arthur Miller: A salemi boszorkányok....Hopkins
- Bertolt Brecht: Galilei élete....Első barát
- Shakespeare: Othello....Rodrigo
- Shakespeare: Antonius és Kleopátra....Seleucus, Cleopatra szolgája
- Gorkij: Az anya....Bukin
- Kós Károly: Budai Nagy Antal....Lukács, bencés barát
- Vörösmarty Mihály: Csongor és Tünde....Duzzog
- Németh László: Galilei....Antonio
- Shakespeare: Hamlet....Bernardo
- Shakespeare: III.Richárd....Wiltshire sheriffje
- Trenyov: Ljubov Jarovaja....Hruscs
- Fekete Gyula: Májusi felhők....Csihány
- Pathelin mester....Guilleaume
- Gosztonyi János: Rembrandt....Graat
- Sándor Kálmán: A senki városa....Simon őrvezető
- Szurov: Szabad a pálya!....Modeszt
- Gorkij: Szomov és a többiek....Misa
- Arbuzov: Tánya....Parancsnok
- Kornyijcsuk: Ukrajna mezőin....Sofőr
- Móricz Zsigmond: Úri muri....Kondás
- Mesterházi Lajos: Üzenet...Doki
- Alekszandr Nyikolajevics Osztrovszkij: Vihar....Első férfi
- Shakespeare: A windsori víg nők....Bardolph

### Kaposvári Csiky Gergely Színház
- Kárpáthy Gyula–Orbók Endre: Aranyvirág....Alvarez, a Kék Delfin kapitánya
- Shakespeare: Othello....Rodrigo
- Ágoston György–Veress István: Amerikából jöttem....Menő
- George Bernard Shaw: Szent Johanna....Katona a pokolból

### Pécsi Nemzeti Színház
- Magnier: Oscar....Oscar
- Gosztonyi János: A sziget....Svoboda
- Rezov–Elbert János: Érettségi találkozó....Első férfi
- William Shakespeare: Rózsák háborúja....Apa

### Szegedi Nemzeti Színház
- Ödön von Horváth: Huza-vona....Magántanár
- Victor Léon–Leo Stein: A víg özvegy....Pritschitsch
- Anatolij Ribakov: Az Arbat gyermekei....Szergo Ordzsonikidze
- Molnár Ferenc: Liliom....Liliom
- Lehár Ferenc: Luxemburg grófja....Lord Winchester
- Franz Schubert: Három a kislány....Vogl
- Alfonso Paso: Ön is lehet gyilkos....Caballo felügyelő
- Urbán Ernő: Uborkafa....Laboda Simon
- Mario Fratti: A nagy trükk....Warren
- Thurzó Gábor: Holló és sajt, avagy van pápánk....Marosani bíboros
- Tadeusz Rózewicz: A szemtanúk, avagy a mi kis stabilizációnk....Második férfi
- Jean Anouilh: Becket, vagy Isten becsülete....Yorki püspök
- Molnár Ferenc: A doktor úr....Dr. Sárkány
- Schwajda György: Nincs többé iskola....Tudor
- Dunajevszkij: Szabad szél....George Stan
- William Shakespeare: Julius Caesar....Cinna
- Csurka István: Az idő vasfoga....Tibi
- Madách Imre: Az ember tragédiája....Első demagóg, Első polgár, Bábjátékos
- Arthur Miller: A salemi boszorkányok....Danforth kormányzóhelyettes
- Maróti Lajos: Közéletrajz.....Főszerkesztő
- Hervé: Nebáncsvirág....Chateau-Gibs őrnagy
- Oldrich Daňek: Negyven gazfickó és egy ma született bárány....Ordas
- Peter Hacks: A lobositzi csata....Scharer
- Shakespeare: VI.Henrik....Cade
- Kálmán Imre: A cirkuszhercegnő....Benelli cirkuszigazgató
- Görgey Gábor: Egy fiú és a tündér....Főnemtő
- Kodály Zoltán: Cinka Panna balladája....Szolga
- Johann Strauss: A cigánybáró....Lámpagyújtogató
- Stanislaw Ignacy Witkiewicz: Az anya....Berfy Bordély Antoni
- Krleža: Golgota....Klement
- Déry Tibor: Képzelt riport egy amerikai pop-fesztiválról
- Huszka Jenő: Mária főhadnagy....Kászonyi honvédezredes
- Shakespeare: Vízkereszt, vagy amit akartok....Fábián
- Dürrenmatt: Angyal szállt le Babilonba....Nebo, rendőr
- Shakespeare: A makrancos hölgy....Baptista
- Lunacsarszkij: A felszabadított Don Quijote....Vermillon
- Révész Gy. István: Például Caius....Plebejus
- Ábrahám Pál: Sztambul rózsája....Perroquett
- Tennessee Williams: A vágy villamosa....Orvos
- Niccodemi: Tacskó....Fausto
- Arbuzov: Az Arbat meséi....Hosszi
- Madách Imre: Mária királynő....Zöld polgár
- Giraudoux: Párizs bolondja....Rendőr
- Dürrenmatt: János király....Pembroke grófja
- Mocsár Gábor: Mindenki városa....Apa
- Aszlányi Károly: Hét pofon....Lawrence
- Shakespeare: Rómeó és Júlia....Első őr

### Zalaegerszegi Hevesi Sándor Színház
- Joseph Otto Kesselring: Arzén és levendula....Mr. Witherspoon
- Jókai Mór: A kőszívű ember fiai....Pál
- Arthur Schnitzler: A Zöld Kakadu....Grasset, forradalmár
- Teleki László: Kegyenc....Boethius
- Kisfaludy Károly: Kérők....Baltafy kapitány
- Beaumarchais: Figaro házassága....Antonio
- John Webster: A fehér ördög....Követ
- Alekszandr Gelman: Prémium....Frolovszkij
- Eugene O’Neill: Egy igazi úr....Nicholas Gadsby
- Lope de Vega: A kertész kutyája....Ludovico gróf
- Iszaak Babel: Húsvét....Páter Romuald
- Mándy Iván: Mélyvíz....Aktatáskás
- Osztrovszkij: Vihar....Kuligin
- Madách Imre: Az ember tragédiája....Ráfael főangyal, Kriszposz, Koldus
- John Whiting: Az ördögök....Mignon atya

## Rendezései
- Gárdonyi Géza: Ida regénye
- Szirmai Albert–Bakonyi Károly–Gábor Andor: Mágnás Miska
- Schanzer–Wellisch–Kálmán Imre: Az ördöglovas
- Fehér Klára: Kevés a férfi
- Gergely Sándor: Vitézek és hősök
- Heltai Jenő: Naftalin
- Huszka Jenő–Martos Ferenc: Gül baba
- Leo Fall: Sztambul rózsája
- Romhányi József: 	Muzsikus Péter kalandjai
- Kövesdi Nagy Lajos: Szegény kis betörő
- Gyárfás Miklós: Egérút
- Szántó Armand–Szécsén Mihály: Duna-parti randevú
- Deval: A potyautas

## Filmszerepei
- Egy pikoló világos, 1955
- Álmatlan évek, 1958
- Kálvária, 1960
- Katonazene, 1961
- Pesti háztetők, 1962
- Kártyavár, 1967
- Egy óra múlva itt vagyok… (tv-sorozat, 1971), (német fogoly)
- Illetlenek (1977)